# Sobór Podwyższenia Krzyża Pańskiego w Genewie
Sobór Podwyższenia Krzyża Pańskiego – prawosławny sobór w Genewie, druga katedra eparchii brytyjskiej i zachodnioeuropejskiej Rosyjskiego Kościoła Prawosławnego poza granicami Rosji.

## Historia
Społeczność prawosławna, złożona głównie z Rosjan, istniała w Genewie od początku XIX wieku. W 1862 rada miejska Genewy przekazała jej działkę budowlaną pod budowę wolno stojącej cerkwi, wybierając na nią miejsce, na którym do XV wieku znajdował się klasztor św. Wiktora. Głównym inicjatorem budowy był ks. Afanasij Pietrow, zaś zbiórka pieniędzy na świątynię była prowadzona zarówno wśród Rosjan zamieszkałych w Szwajcarii, jak i w samym Imperium Rosyjskim. Autorem projektu cerkwi był Dawid Grimm, profesor architektury w Cesarskiej Akademii Sztuk Pięknych w Petersburgu, który miał zainspirować się pomysłami wielkiej księżnej Marii Nikołajewny Romanowej, córki Mikołaja I. Prace budowlane pod kierunkiem architekta genewskiego Jeana-Pierre'a Guillebauda trwały trzy lata, między wrześniem 1863 a wrześniem 1866. Konsekracji cerkwi dokonano 14 września 1866. W 1916 z okazji pięćdziesięciu lat istnienia parafii, ks. Siergiej Orłow doprowadził do rozbudowy obiektu i wzniesienia nowej dzwonnicy.

## Architektura
Cerkiew naśladuje moskiewskie świątynie prawosławne. Jest trójnawowa, przy czym dwie nawy boczne są niższe od głównej, centralnej. Całość wspiera się na sześciu filarach. Budynek jest trójdzielny; ponad przedsionkiem wznosi się dzwonnica, na której zawieszono w 1916 pięć dzwonów. Ponad nawą główną znajduje się dziewięć złoconych cebulastych kopuł z krzyżami, zgrupowanych wokół największej-centralnej. Budynek jest z zewnątrz wyłożony marmurem; ponad wejściem znajduje się portal z biało czarnego marmuru, wsparty na dwóch kolumnach. Obramowania znajdują się również wokół półkolistych okien, całość otacza fryz. 
Dekorację malarską wnętrza (motyw nieba na sklepieniu, motywy roślinne) wykonał w stylu neobizantyjskim Joseph Benzoni z Lugano. W bębnie głównej kopuły Giacomo Donati wykonał fresk Chrystusa Pantokratora, błogosławiącego ziemię. W czterech narożnikach bębna znalazły się postacie ewangelistów z towarzyszącymi im symbolami. W ikonostasie znajdują się dwie ikony napisane przez Nikołaja Koszelewa (Matka Boża i Chrystus) oraz dwie ikony przekazane przez zakonników rosyjskich żyjących na Górze Athos: św. Pantelejmona i wariant ikony Matki Bożej „Szybko Spełniająca Prośby”. Na ścianach cerkwi znajdują się dalsze ikony, z których część posiada znaczną wartość zabytkową (wariant Tichwińskiej Ikony Matki Bożej z XVII w., Acheiropoietos z XVI w., wariant Ikony Matki Bożej „Znak” z XVI w.)